# 西夏遠征
西夏遠征（せいかえんせい）は、モンゴル帝国が西夏に対して起こした征服戦争。全五回（第一次〔1205年〕、第二次〔1207年〕、第三次〔1209年〕、第四次〔1218年〕、第五次〔1226年〕）にわたって行われた。

## 背景

モンゴル帝国の拡大。

ウイグル可汗国崩壊以来、約300年ぶりにモンゴル高原を統一したモンゴル帝国は、急速に周囲に拡大しようとしており、周囲の金、西夏、天山ウイグル王国といった国家は早くからその脅威を感じていた。
モンゴル帝国の指導者チンギス・カンは高原の統一の過程で確固とした軍事制度を作り上げ、クリルタイで正式にカンに即位した頃には金への遠征を視野に入れていたが、その準備段階として後顧の憂いをなくすため、またいわば誕生したばかりのモンゴル軍の小手調べの意味からも、西夏遠征が決定された。

## 経緯

### 第一次・第二次遠征
高原がチンギス・カンによって統一されて初めて定住民に行われた遠征であったが、結果は芳しくなかった。都城の守備を固める方針をとった西夏に対し、攻城戦を知らないモンゴル軍は至るところで苦戦を強いられ、思うような戦果を上げることができなかった。一度講和を結びモンゴルの宗主権を認めさせ、モンゴル軍は西夏から撤退したものの、1207年秋、西夏の貢納の遅れを口実に再びモンゴル軍は西夏に侵攻した（第二次遠征）。しかしこのときも依然としてモンゴル軍は攻城戦に苦しみ、西夏の国土の一部を荒らしたにとどまった。

### 第三次遠征
1209年秋、再び西夏に侵入したモンゴル軍は、今度は西夏の国王襄宗の世子の軍を破り、いくつかの都城を落として首都興慶（現在の銀川）に迫った。興慶で籠城戦を続ける襄宗に対し、チンギス・カンは水攻めを行おうとしたものの失敗し、かえって自陣に洪水が氾濫することとなり、撤退を余儀なくされた。チンギス・カンは自ら講和の使者を出し、襄宗が娘をチンギス・カンの妃として差し出すことで講和は締結され、モンゴル軍は撤退した。結果として西夏はモンゴル軍を撃退した形となったが、3度にわたるモンゴル軍の侵入で国土は荒廃し、西夏の国力はすでに限界に達していた。

### 第四次遠征
西夏遠征の経験が活かされた第一次対金戦争において、モンゴル軍は金側の失態もあり、莫大な戦果を上げた。東方で成功を収めたチンギス・カンは今度は西方に目を向け、ホラズム・シャー朝への遠征を計画し始めた。チンギス・カンは西夏に派兵の要求をしたが、クーデターを起こして即位した神宗がこの派兵要請を拒否すると、モンゴル軍は再び西夏へ侵攻した。ホラズムへの遠征を控えたモンゴル軍は深入りしなかったものの、この遠征で西夏は国勢回復が不可能な状況に陥り、神宗は献宗に位を譲った。

## 第五次西夏遠征とチンギス・カンの死

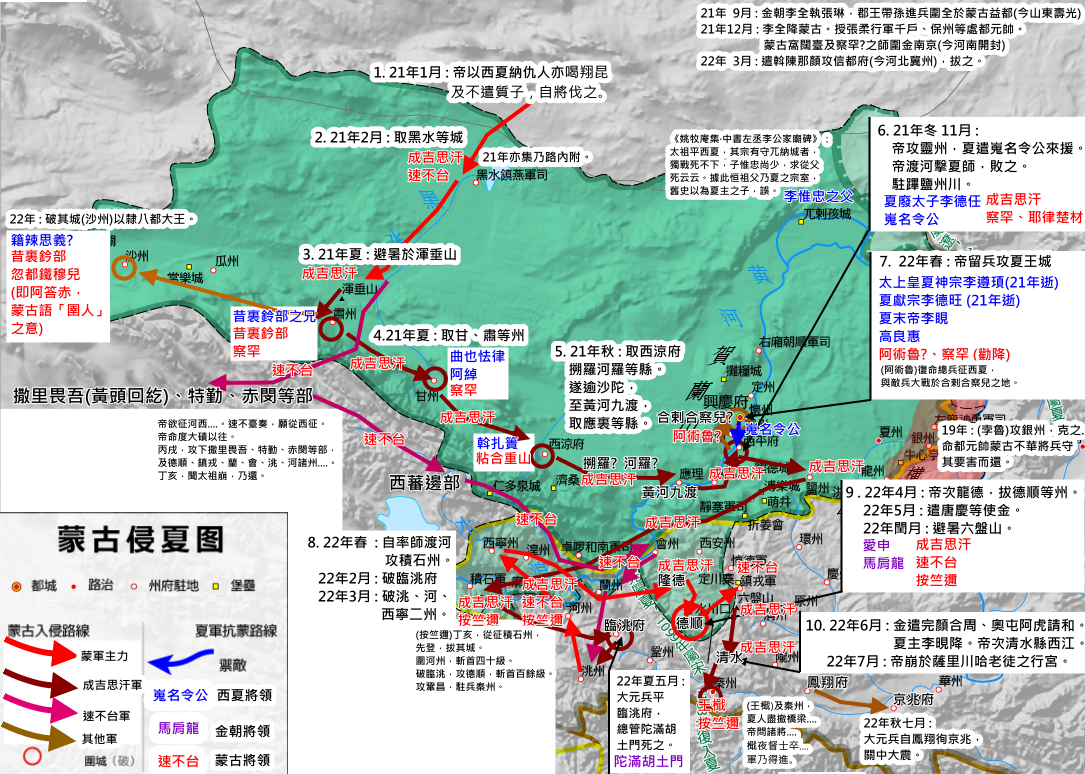
第五次西夏遠征

1219年から1222年にわたって行われたチンギス・カンの西征によって、モンゴル帝国は事実上ユーラシア大陸最強の国家に発展していた。一方で西夏は、再び金と反モンゴル同盟を結んで反モンゴルの旗幟を明らかにしていた。モンゴル帝国は通常大規模な遠征を行う際には2年ほど情報収集を行い、計画を立てた上で遠征を行っているが、チンギス・カンは1225年、本拠地であるモンゴル高原に戻った後、1226年にすぐさま西夏遠征（第五次）に旅立った（これにはチンギス・カン自身が自らの老いを感じ、帝国の基礎固めを急いだという説がある）。疫病や飢饉で弱っていた西夏は、各地でたやすくモンゴル軍に打ち破られ、首都興慶は包囲された。しかしこの頃、六盤山で避暑していたチンギス・カンは危篤に陥り、1227年8月18日に死去した。その3日後に興慶は開城し、チンギス・カン最後の遠征である第五次西夏遠征は終了し、西夏は滅亡した。